# لجان التنسيق الوطنية COVID-19
لجنة التنسيق الوطنية للكورونا (NCCC) هي هيئة استشارية إستراتيجية للاستجابة الوطنية لوباء الكورونا من قبل الحكومة الأسترالية
. تأسست لجنة التنسيق الوطنية للكورونا (NCCC) في 25 مارس 2020 من قبل رئيس الوزراء سكوت موريسون لتقديم المشورة بشأن الشراكات والتنسيق بين القطاعين العام والخاص للتخفيف من الآثار الاجتماعية والاقتصادية لوباء الكورونا في أستراليا.

## عضوية المجلس التنفيذي
أعلن رئيس الوزراء سكوت موريسون عن عضوية المجلس التنفيذي لـ NCCC لتشكيل قادة من القطاعين الخاص والعام.
| Position     | Office holder      | Background |
| ------------ | ------------------ | --- |
| Chair        | Neville Power      | Former CEO of فورتسكو ماتلس جروب                                                                                     |
| Deputy Chair | David Thodey AO    | Chair of the هيئة البحوث الأسترالية and former CEO of تلسترا                                                         |
| Commissioner | Greg Combet AM     | Former حزب العمال الأسترالي وزير الصناعة والابتكار ‏                                                                  |
| Commissioner | Jane Halton AO PSM | Former Secretary of the وزارة المالية and the وزارة الصحة ورعاية المسنين, Chair of the تحالف ابتكارات التأهب الوبائي |
| Commissioner | Paul Little        | Former Managing Director of Toll Group                                                                               |
| Commissioner | Catherine Tanna    | Managing Director of EnergyAustralia                                                                                 |
| Commissioner | Philip Gaetjens    | Secretary of the Department of the Prime Minister and Cabinet ‏                                                       |
| Commissioner | مايكل بيزولو       | Secretary of the وزارة الشؤون الداخلية                                                                               |